# 周皖柱
周皖柱（1960年11月—），安徽舒城人。中国人民解放军中将。

## 生平
周皖柱1979年从舒城县龙河中学高中毕业后考入六安师范专科学校物理系学习。曾长期在中国人民解放军南京军区服役，历任南京军区政治部纪检部副部长、部长。2010年初，任陆军第一集团军政治部主任。2012年，转任陆军第一集团军副政委。2014年，接替张学杰少将（张学杰转任陆军第三十一集团军政委）升任陆军第十二集团军政委。2016年冬季将领调整中，任中国人民解放军中部战区陆军政委。2023年6月，转任北部战区副政委兼政治工作部主任。
2011年12月，晋升为少将军衔。2018年7月，晋升中将军衔。